# M-1 Challenge
M-1 Challenge (англ. Вызов M-1) —  серия турниров по смешанным единоборствам (ММА), организованная M-1 Global. Она была основана в 2008 году как «командный чемпионат мира», в котором команды-участницы были поделены на отборочные группы, внутри которых они встречались по круговой системе, а вышедшие из групп определяли победителя в рамках плей-офф. Начиная с 2010 года формат серии был изменён в пользу единоличного соперничества в борьбе за титул чемпиона.
Первоначально ивенты M-1 Challenge не пользовались большим зрительским интересом и по большей части освещались лишь на сайтах ММА-тематики, однако после смены формата они стали транслироваться по телевидению, к примеру на «России 2», «Бойце», а также на портале Sportbox.ru, и получили значительные рейтинги.

## История
Первый турнир серии M-1 Challenge прошёл 2 марта 2008 года в Амстердаме. Тогда встречались Red Devil Fighting Team и «сборная Франции». Каждая команда состояла из пяти бойцов, выступающих в лёгком, полусреднем, среднем, полутяжёлом и тяжёлом весах. Несмотря на то, что встреча завершилась победой французской команды со счётом 3:2, Red Devil в итоге одержали победу в сезоне 2008 года, став лучшей среди десяти команд-участниц.
В сезоне 2009 года число команд было увеличено до 16, а по итогам года победу праздновала команда «Легион».
В 2010 году было принято решение отойти от концепции командных соревнований и разыграть пояса чемпионов в пяти весовых категориях. Чемпионы были определены на Challenge 21 и Challenge 22.